# Nikon (patriark)

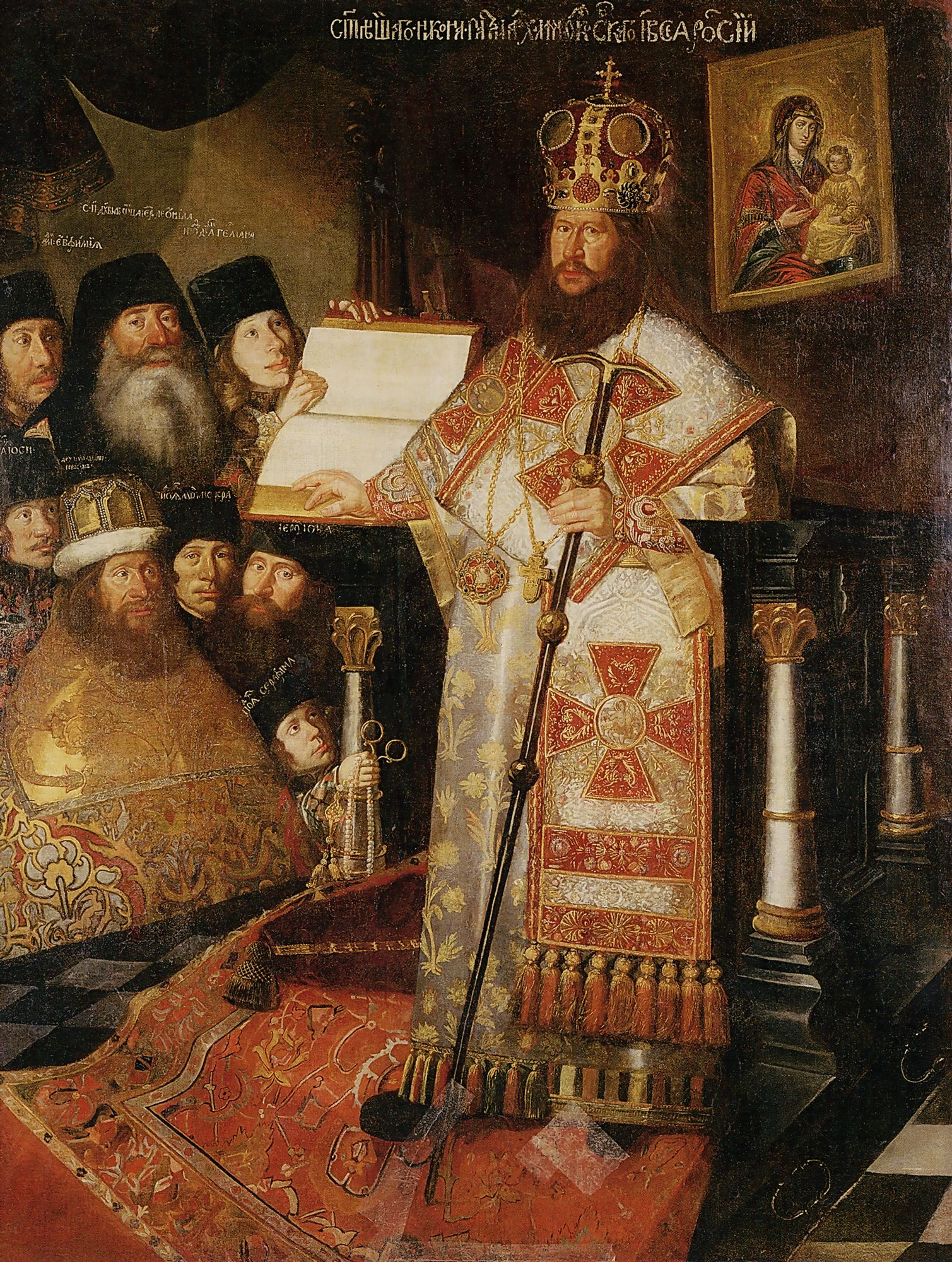
Patriark Nikon.

Patriark Nikon, född 7 maj 1605, död 17 augusti 1681, var patriark för den rysk-ortodoxa kyrkan perioden 1652–1667.

## Nikons reformer
Han förändrade kyrkans ritualer, gudstjänstförrättandet och den liturgiska litteraturen, samt ändrade utförandet av det personliga korstecknet från att göras med två fingrar till att göras med tre. Detta ledde till splittring och underminerade kyrkans roll. De som inte accepterade de kyrkliga reformerna var de gammaltroende, med eller utan präster, och de bröt sig ut ur kyrkan och kallades för raskolniker (schismatiker). Det hela utmynnade i en ny religiös väckelse i Ryssland.